# Pluvianidae
Pluvianidae is een familie van vogels uit de orde Steltloperachtigen. De familie telt één soort.

## Taxonomie
- Geslacht Pluvianus
  - Pluvianus aegyptius (Krokodilwachter)

Vechtkwartels · Jacana's · Goudsnippen · Krabplevieren · Scholeksters · Ibissnavels · Steltkluten en kluten · Grielen · Renvogels en vorkstaartplevieren · Kieviten en plevieren · Magelhaenplevieren · Strandlopers en snippen · Kwartelsnippen · Trapvechtkwartels · Goudsnippen · IJshoenders · Jagers ·Pluvianidae (krokodilwachter) · Meeuwen, schaarbekken en sterns · Alken